# Waman Puma de Ayala

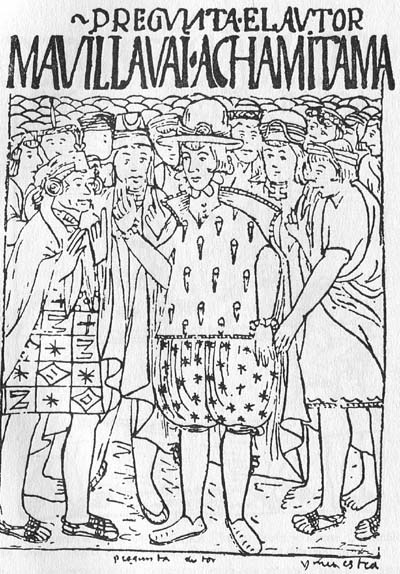
Waman Puma de Ayala, Selbstporträt, beim Aufzeichnen von Geschichten der Bewohner Perus. Die unterschiedlichen Gewänder weisen darauf hin, dass sie aus verschiedenen Regionen und Bevölkerungsschichten stammen.

Don Felipe Waman Puma de Ayala (* 1534 oder um 1550 in San Cristóbal de Suntuntu, heutige Provinz Lucanas im Departement Ayacucho; † um 1615), auch Guaman Poma oder in spanischer Schreibweise Huamán Poma de Ayala, war ein indigener Übersetzer, Proto-Ethnologe und Chronist im spanischen Vizekönigreich Peru.
Guaman Poma de Ayala ist vor allem bekannt für sein Werk Primer Nueva Corónica y Buen Gobierno. Das 1189-seitige Manuskript enthält 398 ganzseitige Zeichnungen. Es ist auf Spanisch verfasst, enthält aber auch Passagen und Begriffe auf Quechua, Aymara und Latein. Das Werk beinhaltet eine Darstellung der Geschichte der Andenbevölkerung vor und unter den Inka (Primer nueva Coronica = Erste neue Chronik), sowie eine kritische Beschreibung der dem Autor gegenwärtigen spanischen Regierung und der kolonialen Strukturen (Buen Gobierno = Gute Regierung).

## Leben und Quellen
Hauptquelle für Informationen über Guaman Pomas Leben und Überzeugungen ist die von ihm verfasste Chronik. Daneben sind bislang nur drei weitere Quellen bekannt: eine Erwähnung Pomas als Übersetzer in einer Urkunde über Landverkauf (1594), die Akten eines Gerichtsverfahrens über Landrechte im Chupas-Tal bei Huamanga, Peru (ca. 1560–1640), sowie ein Brief Guaman Pomas an den König von Spanien (1615).

### Herkunft und Geburtsjahr
Guaman Pomas Muttersprache war Quechua. Als Kind oder Jugendlicher lernte er die spanische Sprache, in welcher er auch das Lesen und Schreiben erlernte.
Der Zeitpunkt seiner Geburt ist, wie viele Aspekte seiner Selbstdarstellung, umstritten. Er selbst bezeichnet sich im Jahr 1613 als achtzigjährig. Ossio diskutiert hierzu bestehende Theorien und hält nach der Analyse weiterer Daten der Corónica und Viten dort erwähnter Personen eine Geburt um 1550 für wahrscheinlich.
Eine mögliche Erklärung für die vermeintliche Lüge bzw. Übertreibung bietet die von Guaman Poma in seinem Werk beschriebene Bevölkerungseinteilung unter den Inka. Hier gab es die Klasse der „Achtzigjährigen“ (=sehr betagte Menschen), die Poma zufolge geehrt, und als Vorbilder und weise Lehrer angesehen wurden.
Guaman Poma betont in seinem Werk immer wieder den hohen gesellschaftlichen Rang seiner Familie, um sich selbst als legitimen Ansprechpartner für seinen Hauptadressat, den König von Spanien zu präsentieren. So sei seine Mutter eine Tochter Topa Ynga Yupanques gewesen, sein Vater dessen „zweiter Mann“.
In der Corónica werden vor allem Orte zweier Regionen mit der Familie in Verbindung gebracht: die Provinz Lucanas in der Cierra Meridional (heutige Region Ayacucho) und die Region um Huánuco in der Sierra Central. Husson vertritt die These, dass Guaman Pomas Vater ein Mitma mit Yaruvilka-Vorfahren war, die von den Inka erst in die eine, dann in die zweite Region umgesiedelt worden waren (und dort im weitesten Sinne als beauftragte Stellvertreter fungiert haben mochten). Seine Mutter könnte aus Cusco stammen und väterlicherseits mit einem der Inka-Adelshäuser verwandt sein (und so eine „Tochter des Hauses“ sein). Guaman Poma dürfte hier die allgemeine spanische Unkenntnis indigener Verwandtschaftssysteme, Namensgebung und Sozialstruktur genutzt haben, um eine besondere Nähe seiner Familie zur Herrschaft zu suggerieren.
In der Corónica erwähnt Guaman Poma mehrfach einen mestizen Halbbruder namens Martín, der ein vorbildlicher Mönch gewesen sei. Ihm verdanke er seine Ausbildung und die Entstehung des Buches. Dass dieser Name (im Gegensatz zu vielen in der Corónica nicht genannten Verwandten) weder im Landrechtsstreit der Familie noch in den Archiven seiner angeblichen Wirkungsstätten auftaucht, lässt Ossio vermuten, dass es sich um einen fiktiven Charakter handelt.

### Bedeutung und Schreibweise des Namens
Der Autor der Primer Nueva Coronica… bezeichnet sich selbst in seinem Werk als „Don Felipe [seltener: Phelipe] Guaman Poma de Ayala“. Vor dem spanischen Taufnamen Felipe steht der spanische Titel Don und weist auf gehobenen sozialen Status hin. Guaman Poma, Falke und Puma, waren die heraldischen – oder totemischen – Tiere von Huánuco, der Hauptstadt der Yarowilca. Der Familienname Ayala wurde Guaman Poma zufolge seinem Vater oder Onkel für treue Dienste im Kampf gegen aufständische Spanier verliehen. In den Akten des von Guaman Poma geführten Landrechtstreites führen zwar sein Vater und einige Geschwister den Namen Ayala, er selbst jedoch nie. Das Gericht beschied, dass der Kläger Don Felipe Guaman Poma in Wirklichkeit ein einfacher „Indio“ sei, der auch unter dem Namen „Lazaro“ bekannt sei. Er sei zwar in der Bevölkerung als solcher anerkannt, habe aber nicht das Recht, sich Kazike zu nennen.

### Übersetzertätigkeit, Kampf um sein Hab und Gut
Guaman Poma arbeitete als Übersetzer und Schreiber für eine Reihe spanischer Amtsträger. So begleitete er Cristóbal de Albornoz bei dessen 1566–1570 durchgeführten Kampagne zur „Ausrottung des Götzendienstes“ in ländlichen Regionen Perus, vor allem zur Bekämpfung einheimischer messianischer Bewegungen wie dem Taqui Onkoy.
Belegt ist auch die Arbeit für den Mercedarier Martín de Murúa, für dessen Chronik über die Geschichte der Inka Guaman Poma u. a. einige Bilder zeichnete. Guaman Poma kritisiert den Mönch in seiner Nueva Corónica mehrfach scharf, indem er ihn als Ehebrecher und jähzornigen „Henker“ bezeichnet und sogar bildlich darstellt, wie er in weißem Habit und mit Tonsur auf eine sitzende indigene Weberin einprügelt und -tritt. Er kritisierte auch Murúas Geschichtswerk. Sein eigenes, von ihm selbst viel reicher illustriertes Werk ist daher aus heutiger Sicht wohl als ein Gegenentwurf gegen die einseitigen Schilderungen seines spanischen Vorgesetzten zu verstehen.
Guaman Poma taucht in einem 1560 begonnenen Rechtsstreit über Ländereien im Chupas-Tal aus den späten neunziger Jahren als Kläger auf. Er verlor jedoch sämtliche Prozesse und wurde für zwei Jahre aus der Gegend verbannt. Diese schmachvolle Niederlage wird in seinem Werk nur indirekt erwähnt, dürfte jedoch ebenfalls zu seinem Entschluss beigetragen haben, den König von Spanien über die Zustände im Vizekönigreich Peru zu informieren.

## Waman Pumas Hauptwerk: diePrimer Nueva Corónica y Buen Gobierno

### Einordnung: Chroniken des Andenraums
Das Werk Guaman Pomas wird zum Genre der kolonialen Chronik gezählt, die durch stilistische und inhaltliche Ähnlichkeiten zu den Textformen der Erzählung und des Berichts (span. relación, narración) charakterisiert ist. Da die Inhalte meist eng mit der politischen Entwicklung verquickt waren, werden z. B. Chronisten der Entdeckung (1524–1537), der Eroberung (1532–1537) und der Bürgerkriege (1538–1550) oder auch der Toledo-Zeit unterschieden. Daneben erschienen im 17. Jhd. auch Chroniken verschiedener katholischer Ordensgemeinschaften im Andenraum.
Wissen wurde in den andinen Kulturen mündlich überliefert. Auch die Inka nutzten keine Schrift, sondern Knotenschnüre für die Administration ihres Reiches. Die Primer nueva corónica y buen gobierno ist das einzig bekannte Schriftwerk eines indigenen Autors aus der frühen Kolonialzeit. Im Jahr 1615 festigte sich im Andenraum langsam die spanische Kolonialregierung, nach 84 Jahren des Kampfes zwischen europäischen Invasoren und Einwohnern, zwischen konkurrierenden Konquistadoren und schließlich zwischen königstreuen und abtrünnigen Siedlern.
Nach seinem Auffinden wurde das Werk zunächst oft als sprachlich-literarisch unterdurchschnittlich und historisch inakkurat bewertet (gemessen an spanisch-europäischen Standards der Zeit). Inzwischen ist die herausragende Bedeutung für die Erforschung indigener Kultur, Weltanschauung und Bewertung der historischen Ereignisse anerkannt. Gleichzeitig ist das Manuskript auch ein Beleg für die Vermischung und den Widerstreit andiner und europäischer Kulturen, z. B. bezüglich ihrer Geschichtskonzepte, religiösen Vorstellungen, Rechtsordnung, Sprache und Ikonografie.

### Inhalte derPrimer Nueva Corónica y Buen Gobierno
Guaman Pomas Manuskript El primer nueva corónica y buen gobierno („Die erste neue Chronik und gute Regierung“) wurde zwischen 1600 und 1615 abgefasst. Es enthält 1189 Seiten, 398 davon mit ganzseitigen Zeichnungen. In mehreren Vorreden (S. 0–21) und auch innerhalb des Textes wendet sich der Autor an verschiedene Leserschaften, vor allem aber an König Philipp III. von Spanien (1598–1621), dem er die Ungerechtigkeiten der Kolonialherrschaft darstellt und Alternativen aufzeigt.
Das Werk hat drei Hauptteile:
Der erste, „Nueva Corónica“ betitelte Teil (S. 22–369) referiert die Geschichte der Andenbevölkerung, deren ursprüngliche Christlichkeit und Abstammung von Noah behauptet wird. Der Autor korreliert hier vier andine Menschheitsalter mit Zeitaltern biblischer Geschichtsschreibung. Es folgen Kapitel über Inkakönige und -königinnen sowie inkaische Hauptleute und deren Frauen. Dem schließt sich eine synchrone Darstellung der Gesellschaft unter inkaischer Herrschaft an.
Der zweite Teil (ab S. 368 [370]) wird nur auf den Manuskriptseiten selbst als Conquista betitelt, erscheint jedoch nicht im Inhaltsverzeichnis. Das Zusammentreffen von Indigenen und Spaniern wird als friedlich dargestellt. Kämpfe fanden demnach nur zwischen königstreuen und abtrünnigen Spaniern statt, wobei die einheimische Bevölkerung die Königstreuen unterstützt habe.
Der dritte und weitaus längste Teil (S. 435 [437] – o. Zahl [1189]) „Buen Gobierno“ beschreibt Bewohner und Akteure der peruanischen Kolonialgesellschaft, klagt Missstände an und schlägt tiefgreifende politische Reformen vor. Ein Abschnitt über Städte, Infrastruktur und Geographie beinhaltet auch Angaben über Chroniken anderer Autoren. Auf S. 1061f. wird auch der verheerende (und weltweit wirksame) Ausbruch des Vulkans Huaynaputina vom Jahr 1600 erwähnt. In einem Reise- und Erlebnisbericht des Autors präsentiert sich das Werk als Augenzeugenbericht. Nach einem Kalender mit landwirtschaftlichen Angaben und christlichen Feiertagen schließt das Werk mit Inhaltsverzeichnis, Angaben zu Titel und Autor sowie dem Wappen des Königs von Spanien.
Der Autor verleiht an zahlreichen Stellen seiner Vorliebe für klare Hierarchien Ausdruck und betont die Notwendigkeit von (auch rassischen) Abstufungen, die seine Abkunft aus edlem Geschlecht betonen. Vor allem in der Weltkarte Mapa Mundi zeigt sich bereits die Vermischung europäischer und inka-indianischer Vorstellungen vom Zustand der Erde: seine „messianische Hoffnung“ ist es, dass nach dem Untergang des Inkareichs nun der König im fernen Spanien die verloren gegangene universelle Ordnung wiederherstellen möge.

### Sprache, Textgestalt
Das Manuskript befolgt bibliographische Konventionen der Zeit und ähnelt so einer bereits gedruckten Chronik. Ungewöhnlich ist der geringe Einsatz von Satzzeichen und die hohe Anzahl von Zeichnungen und behandelten Themen. Der Text enthält viele selbstreferentielle Aussagen zu seiner Benutzung und direkte „Anreden“ des Lesers in Form von Prologen. Die genutzten Formen erinnern neben Geschichtsschreibung auch an Fürstenspiegel, Briefe, Viten, (teils satirische) Predigten, Gebete, Erzählungen und Gedichte.
Das Manuskript ist überwiegend auf Spanisch verfasst, das auf allen Ebenen vom Quechua–Substrat beeinflusst ist. Passagen oder einzelne Worte auf Quechua, Aymara und Latein werden teilweise übersetzt oder erläutert.
Die Inhalte sind chronologisch, innerhalb dessen aber thematisch geordnet. Die Struktur erinnert teilweise an mündlichen, von mnemotechnischen Hilfsmitteln wie Quipus unterstützten Vortrag.

### Die Zeichnungen
Die Zeichnungen sind wie der Text mit schwarzer Tinte ausgeführt. Die Darstellungen korrespondieren mit Themen des folgenden Textes und sind fast alle mit Bildunterschriften und oft auch mit -inschriften versehen.
Die Darstellung von Personen, biblischen Szenen, Stadt- und Landschaftsansichten und Wappen lassen eine gute Kenntnis europäischer Bildtradition erkennen. Adorno hat erstmals auf die Besonderheiten der räumlichen Bildkomposition hingewiesen. Der seitdem ausführlich untersuchte Symbolgehalt dürfte sich nicht-indigenen Betrachtern nicht erschlossen haben.
Die Corónica ist der einzige frühkoloniale Text mit Abbildungen über das Leben der Inka vor der Eroberung durch die Spanier und daher eine unschätzbare Quelle für Historiker, Archäologen und Anthropologen.

### Text- und Überlieferungsgeschichte
Obwohl Guaman Pomas Manuskript offenbar Europa erreichte ist es unklar, ob der Hauptadressat König Philipp III. den Text jemals zur Kenntnis nahm; sein provokanter Inhalt macht dies wenig wahrscheinlich. Guaman Poma selbst spricht zweimal im Text die Hoffnung aus, der König möge sein Buch im Druck veröffentlichen – was nie geschah. So blieb das mit viel Mühe zusammengetragene Werk, das nur in einem einzigen Exemplar existierte und auf das sein Verfasser so große Hoffnungen setzte, in fast tragischer Weise unbekannt. In den 1650er Jahren kaufte wohl der dänische Gesandte Cornelius Pederson Lerche das Werk und brachte es in seine Heimat, wo es den Weg in die Dänische Königliche Bibliothek fand und unter der Signatur GKS 2232 4° verzeichnet ist.
Erst der Göttinger Bibliothekar und Historiker Richard Pietschmann (1851–1923) wurde auf das Manuskript in der Königlichen Bibliothek zu Kopenhagen anlässlich eines Orientalisten-Kongresses aufmerksam; 1908 machte er es erstmals dem wissenschaftlichen Publikum bekannt, wo es sofort großes Aufsehen erregte. Eine erste Edition wurde 1936 in Paris veröffentlicht.
Ende der 1980er Jahre wurden die sogenannten „Neapel-Dokumente“ bekannt, die vermeintlich die Systeme Quipu und der gewebten Tocapu-Muster indigener Trachten erklärten und zudem implizierten, dass die Nueva Cornica vom mestizischen Jesuiten Blas Valera (1545–1597) verfasst worden sei. Dies wird von Spezialisten jedoch ausgeschlossen und die Dokumente als Fälschung späterer Jahre identifiziert.
Durch die seit 2001 verfügbare Online-Edition ist das Werk heute, wie Guaman Poma es wünschte, verfügbar für “todo el mundo y cristianidad; hasta los ynfieles” (in etwa: „für alle Welt und Christenheit; sogar für die Heiden“).

## Werkausgaben
- Felipe Guaman Poma de Ayala: Nueva Corónica y buen gobierno (codex péruvien ill.). Renseignements sommaires par Richard Pietschmann. 1168 S. Paris: Institut d’Ethnologie 1936.
- Felipe Guamán Poma de Ayala: El primer nueva coronica i buen gobierno compuesto por Don Phelipe Guaman Poma de Ayala. La obra de Phelipe Guaman Poma de Ayala „Primer nueva coronica y buen gobierno“ (escrita entre 1584 y 1614). Hrsg. u. komm. von Arthur Posnansky. La Paz: Inst. „Tihuanacu“ de Antropología, Etnografía y Prehistoria 1944. 1165 S.
- Huamán Poma (Don Felipe Huamán Poma de Ayala): Letter to a King. A Peruvian Chief's Account of Life under the Incas and under Spanish Rule. Arranged and edited with an Introduction by Christoper Dilke and translated from Nueva Corónica y Buen Gobierno. New York: Dutton 1978. – Teilausgabe.
- John Murra. Rolena Adorno. Jorge Urioste: Felipe Guaman Poma de Ayala, Nueva crónica y buen gobierno. Siglo XXI: Ciudad de México 1980.
- Die neue Chronik und gute Regierung. Faksimileausgabe und Übersetzung auf CD-ROM. Hrsg. v. Ursula Thiemer-Sachse, übers. von Ulrich Kunzmann. Erstmals auf Deutsch = El primer nueva coronica y buen gobierno des Felipe Guamán Poma de Ayala. In Zusammenarbeit mit der Königlichen Bibliothek zu Kopenhagen. Berlin: Worm 2004. 1 CD-ROM (Literatur im Kontext auf CD-ROM. Vol. 21). Text dt. und span. – Vollstdge. dte. Übersetzung, mit Kommentar, Bibliographie, Abb. sämtlicher Seiten, v. a. der 399 Federzeichnungen des Autors, und Registern; eine vorzügliche Ausgabe, leider nur als E-Dokument erhältlich.
- El sitio de Guaman Poma/The Guaman Poma Website. A Digital Research Center of the Royal Library, Copenhagen, Denmark 2001, Online-Edition